# 俺たちゃ・なんだい!
『俺たちゃ・なんだい!』（おれたちゃ・なんだい）は、1977年10月2日から同年12月25日までTBS系列局（北陸放送やテレビ山口などを除く）で放送されていたTBS製作のバラエティ番組である。全13回。放送時間は毎週日曜 22:30 - 23:00 （日本標準時）。
番組は、加山雄三と愛川欽也が歌とトークで見せる個性のぶつかりあいを持ち味にしていた。

## 出演者
- 加山雄三
- 愛川欽也
- 秋吉久美子[2]
- 伴淳三郎[2]
- 泉ピン子[3]

## スタッフ
- プロデューサー：西内綱一[4]
- 構成：奥山侊伸、沢口義明、つかさけんじ、福岡秀広、居作中一、鬼沢慶一[4]
- 音楽：服部克久、土持城夫[4]
- 演出：峰岸進[4]
- 制作：青柳脩[4]
- 製作著作：TBS